# Dorfstraße 5 (Mammendorf)

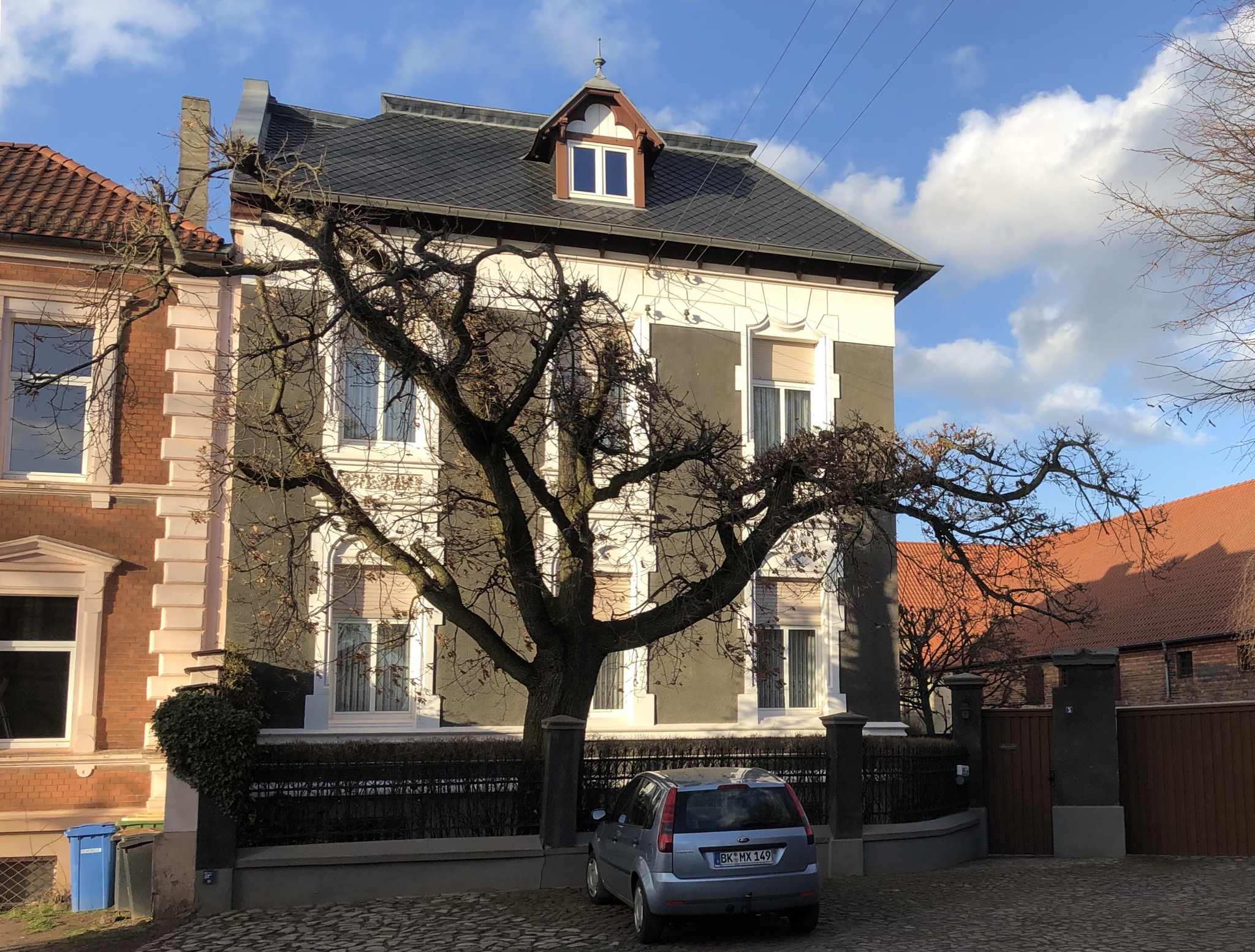
Dorfstraße 5; Blick von Süden, 2019

Das Gebäude Dorfstraße 5 ist ein denkmalgeschütztes Wohnhaus in der Gemeinde Hohe Börde in Sachsen-Anhalt.

## Lage
Es befindet sich im Ortsteil Mammendorf im nördlichen Teil des Dorfes.

## Architektur und Geschichte
Der zweigeschossige verputzte Bau entstand im Jahr 1903. Das repräsentativ gestaltete Haus ist mit seiner Frontfassade zum Hof des dazugehörigen Bauerngehöfts nach Osten ausgerichtet. Auf der Ostseite besteht ein Mittelrisalit, der von einem Giebel in Fachwerkbauweise bekrönt wird. Die Fenster des Erdgeschosses sind mit neogotischen Kielbögen überspannt. Bedeckt ist das Wohnhaus mit einem Walmdach.
Zum Baudenkmal gehörte auch die schmiedeeiserne Grundstückseinfassung. Das Gebäude gilt als Beispiel eines Wohnhauses eines Bördebauern, der im Laufe der zweiten Hälfte des 19. Jahrhunderts zu Wohlstand gelangte und diesen in der Neugestaltung des Wohnhauses ausdrückte.
Im örtlichen Denkmalverzeichnis ist das Wohnhaus unter der Erfassungsnummer 094 70314 als Baudenkmal eingetragen.